# Calumet (Iowa)
Calumet és una població dels Estats Units a l'estat d'Iowa. Segons el cens del 2000 tenia 181 habitants.

## Demografia
Segons el cens del 2000, Calumet tenia 181 habitants, 77 habitatges, i 51 famílies. La densitat de població era de 268,8 habitants per km².
Dels 77 habitatges en un 26% hi vivien nens de menys de 18 anys, en un 61% hi vivien parelles casades, en un 3,9% dones solteres, i en un 32,5% no eren unitats familiars. En el 31,2% dels habitatges hi vivien persones soles el 18,2% de les quals corresponia a persones de 65 anys o més que vivien soles. El nombre mitjà de persones vivint en cada habitatge era de 2,35 i el nombre mitjà de persones que vivien en cada família era de 2,94.
Per edats la població es repartia de la següent manera: un 25,4% tenia menys de 18 anys, un 5,5% entre 18 i 24, un 26% entre 25 i 44, un 23,2% de 45 a 60 i un 19,9% 65 anys o més.
L'edat mediana era de 39 anys. Per cada 100 dones de 18 o més anys hi havia 101,5 homes.
La renda mediana per habitatge era de 33.750 $ i la renda mediana per família de 39.375 $. Els homes tenien una renda mediana de 33.125 $ mentre que les dones 16.250 $. La renda per capita de la població era de 17.659 $. Entorn del 2% de les famílies i el 8,5% de la població estaven per davall del llindar de pobresa.

## Poblacions més properes
El següent diagrama mostra les poblacions més properes.